# Гоньбинка
Гоньбинка — река в России, протекает в Малмыжском районе Кировской области. Устье реки находится в 180 км по правому берегу реки Вятки. Длина реки составляет 26 км, площадь водосборного бассейна 151 км².
Исток реки находится у нежилой деревни Красный Ключ к северо-западу от села Тат-Верх-Гоньба и в 25 км к северо-западу от города Малмыж. Река течёт на юго-восток и восток, протекает село Тат-Верх-Гоньба и деревни Верх-Гоньба, Шишинерь, Илемас и Сунцово. Крупнейший приток Шокинерка (правый). Впадает в Вятку напротив деревни Дмитриевка.

## Данные водного реестра
По данным государственного водного реестра России относится к Камскому бассейновому округу, водохозяйственный участок реки — Вятка от водомерного поста посёлка городского типа Аркуль до города Вятские Поляны, речной подбассейн реки — Вятка. Речной бассейн реки — Кама.
Код объекта в государственном водном реестре — 10010300512111100040036.